# 阮祥溥
阮祥溥（越南语：／，1807年—1856年），字廣叔（越南语：／），一字希仁（越南语：／），號恕齋（越南语：／）。越南阮朝官員。

## 生平
阮祥溥是廣南省奠磐府延福縣富霑下總錦鋪社（今屬廣南省會安市錦鋪坊）人，嘉隆六年（1897年）出生，父親是兵部尚書阮祥雲。阮祥溥少年時代見多識廣，除了學習儒家經典，也廣泛涉獵劍書琴譜等書籍。紹治元年（1841年），參加承天場鄉試，考中舉人。次年（1842年），考中進士。授翰林院編修，後轉弘安知府、新安知府。後引病辭官。嗣德六年（1853年），授奠磐教授，不久權理學政。嗣德九年（1856年），阮祥溥在任上去世，壽五十歲。

## 著作
阮祥溥著有《恕齋詩集》。